# 圣卢西亚
聖露西亞（英語：Saint Lucia）是東加勒比海鄰近大西洋的島國。它在圣文森特和格林纳丁斯之北和馬提尼克之南，是小安的列斯群岛的一部份。首都为卡斯特里。

## 詞源
聖盧西亞以聖露西（公元283—304年）的名字命名。聖盧西亞和愛爾蘭是世界上僅有的兩個以女性命名的主權國家（愛爾蘭以凱爾特的生育女神艾爾命名）。然而，聖盧西亞是唯一以一位真正的女性歷史人物命名的。傳說法國水手在12月13日（聖露西節）在島上遇難，因此以她的名字命名該島。

## 历史
- 1639年，英国人入侵该岛。
- 1651年，法国人占领。
- 1814年，根据《1814年巴黎條約》正式将该岛划为英国殖民地。
- 1979年2月22日，宣布独立，为成员国。

## 政治
圣卢西亚是英联邦王国中的独立国家，也是英联邦成员国，实行君主立宪制。圣卢西亚的国家元首是圣卢西亚君主，与英国君主相同，圣卢西亚总督是其在该国的代表。康普頓曾經創立聯合工人黨並領導聖露西亞邁向獨立。聖露西亞議會為兩院制，分为上议院和下议院，為該國的立法機關。上议院由11名议员组成，下议院由17名议员组成，任期不長於5年，而實權落在直選產生的後者。圣卢西亚总理是该国的政府首脑，通常是下議院多数党的领袖，由议会选出。
圣卢西亚參考英格蘭和魁北克，有著混合英美法系和歐陸法系的法制。

### 外交
圣卢西亚与活跃在加勒比海的美国、英国、加拿大和法国等大国保持友好关系。圣卢西亚目前没有任何国际争端。圣卢西亚亦是中華民國的邦交国之一，并在台北设有大使馆。
圣卢西亚是加勒比共同体、东加勒比国家组织和法语国家及地区国际组织的正式成员。圣卢西亚是英聯邦王國之一。
圣卢西亚于1979年12月9日成为联合国第152名会员。截至2018年1月，于2017年2月22日就任的波斯·理查森是圣卢西亚在联合国的代表。

## 行政区划

圣卢西亚行政区划

聖露西亞全島分為10區，其中首都卡斯翠位於西北部的卡斯翠區。
10個分區如下:
- 昂斯拉雷區
- 卡納里斯區
- 卡斯翠區
- 舒瓦瑟爾區
- 登內里區
- 格羅艾勒特區
- 拉博里區
- 米庫區
- 蘇弗里耶爾區
- 維約堡區

另外還有一個面積78.3平方公里的森林保護區。

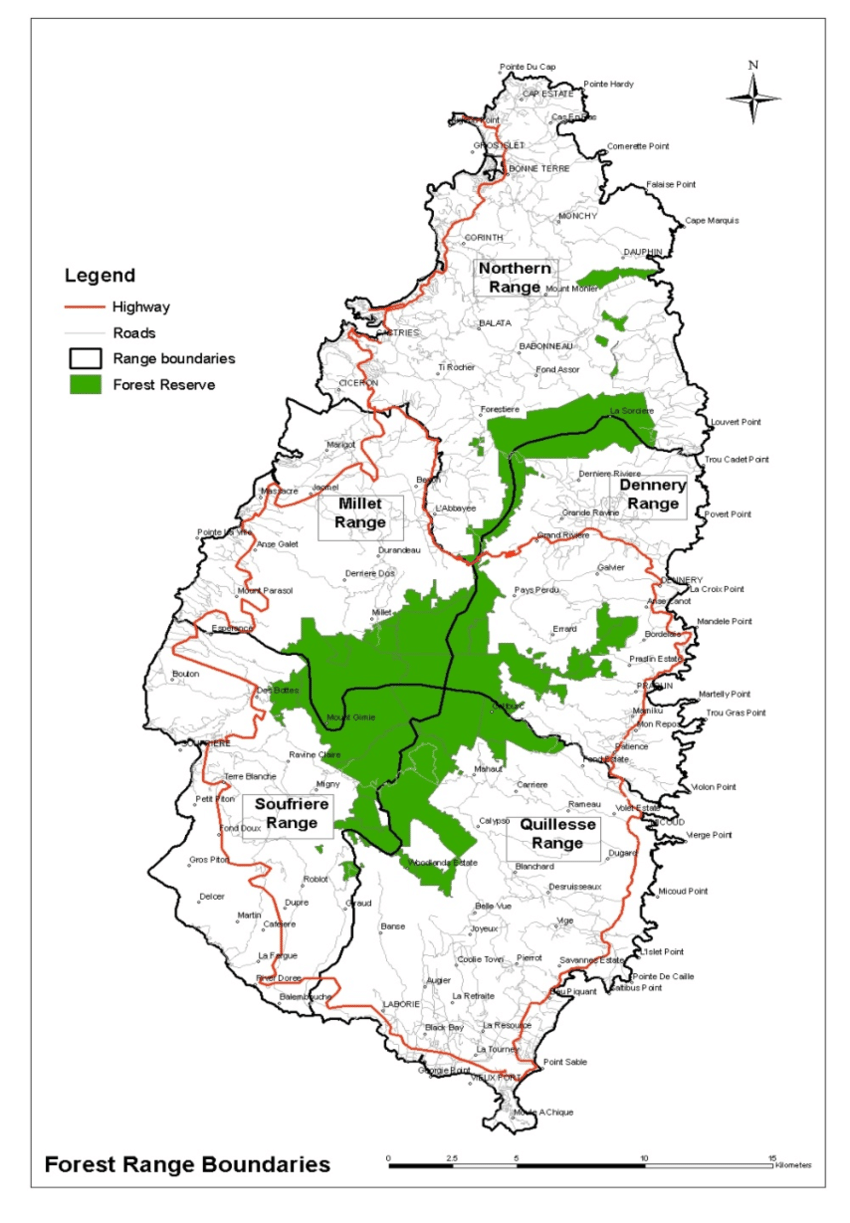
Forest administration and forest reserve in Saint Lucia ,also showing the five forest administration ranges-Millet, Soufriere, Northern, Dennery and Quillesse

## 地理

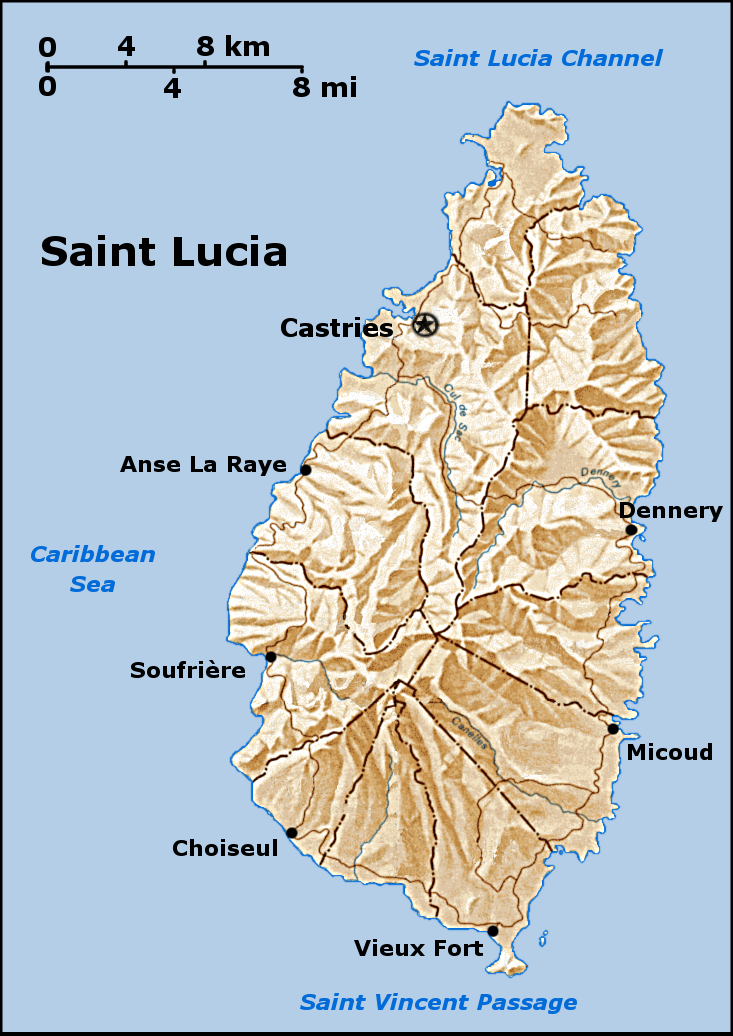
圣卢西亚地形圖

圣卢西亚的火山島比許多其他的加勒比海的島有更多山，最高峰峻峭的山為吉米山（Mount Gimie），海拔950米。富矿泉和地热资源。热带气候，年降水量沿海1400毫米，内部高地3500毫米以上。

### 氣候
熱帶氣候，科本氣候分類下的熱帶雨林氣候，受東北風影響，旱季為12月1日至5月31日，雨季為6月1日至11月30日（當地人稱為 颶風季節）。
白天的平均溫度約為 30 °C (86.0 °F)，夜間的平均溫度約為 24 °C (75.2 °F)。由於距離赤道相當近，因此冬夏兩季的溫度波動不大。年平均降雨量從海岸的 1,300 毫米（51.2 英寸）到山地雨林的 3,810 毫米（150 英寸）不等。

## 經濟
聯合國將聖盧西亞歸類為小島嶼開發中國家，該名稱類似於發展中國家，但由於聖盧西亞的島嶼性質而存在一些實質性差異。服務業佔GDP的82.8%，其次是工業和農業，分別佔14.2%和2.9%。
經濟活動主要有石油工業和釀酒業。
拉丁美洲香蕉的在歐盟進口政策改變和其他競爭增加使聖露西亞經濟多元化發展成為逐漸重要的議題。聖露西亞已經能夠吸引外國生意和投資，尤其銀行業和觀光業是主要收入來源。製造業的部門是在東加勒比海的區域中最不同的，而政府正在嘗試恢復繁榮。
通貨膨脹率一直相對較低，2006 年至 2008 年間平均為 5.5%。聖盧西亞的貨幣是東加勒比元。

## 名人
- 威廉·阿瑟·劉易斯（Arthur Lewis），1979年諾貝爾經濟學獎得獎人
- 德里克·沃爾科特（Derek Walcott），1992年諾貝爾文學獎得獎人
- 朱利恩·艾爾弗雷德（Julien Alfred），田徑運動員，於2024年巴黎奧運女子100米跑，以10.72秒的成績跑贏一眾名將為聖盧西亞贏得國家史上首面奧運金牌

## 旅游
- 苏弗里耶尔温泉疗养院

## 脚注
1. ↑  . Central Intelligence Agency (CIA).   [2018-11-13]. （原始内容存档于2020-11-05）.
2. 1 2 3 4  . World Economic Outlook Database. International Monetary Fund (IMF). April 2022  [2022-07-23]. （原始内容存档于2022-09-20） （英语）.
3. ↑   (PDF). UNITED NATIONS DEVELOPMENT PROGRAMME.   [2019-12-21]. （原始内容存档 (PDF)于2019-12-09）.
4. ↑  . cs.mfa.gov.cn.   [2021-02-24]. （原始内容存档于2020-08-17）.
5. ↑  . Saint Lucia - Office of the Prime Minister.   [2021-02-24]. （原始内容存档于2021-02-24）.
6. ↑  . focustaiwan.tw.   [2021-02-24]. （原始内容存档于2020-11-08） （中文（臺灣））.

## 外部連結
- （英文）聖露西亞政府網站 （页面存档备份，存于）